# جزيرة العجوزة
جزيرة العجوزة هي إحدى الجزر الواقعة في البحر الأحمر، وتتبع منطقة مكة المكرمة غرب السعودية. تبلغ مساحة الجزيرة نحو 2,6 كم2 وتبعد عن الساحل بحوالي 0,90 ميل بحري.